# Селс (Аризона)
Селс (енгл. Sells) насељено је место без административног статуса у америчкој савезној држави Аризона.

## Демографија
По попису из 2010. године број становника је 2.495, што је 304 (-10,9%) становника мање него 2000. године.
| Група             | 2000.     | 2010.      |
| Белци             | 51 (1,8%) | 32 (1,3%)  |
| Афроамериканци    | 1 (0,0%)  | 3 (0,1%)   |
| Азијати           | 6 (0,2%)  | 16 (0,6%)  |
| Хиспаноамериканци | 91 (3,3%) | 137 (5,5%) |
| Укупно            | 2.799     | 2.495      |